# Thomas Möhlmann
Thomas Möhlmann (Baarn, 18 november 1975) is een Nederlandse tekstschrijver, redacteur en dichter uit Castricum.
Möhlmann studeerde moderne Nederlandse letterkunde in Amsterdam. Hij is gastredacteur van de Avonden van dichtcentrum Perdu en medewerker van het poëzietijdschrift Awater, en werkte vroeger ook voor het Nederlands Letterenfonds. Verder is Möhlmann redacteur van Poetry International Web en Lyrikline.
Als docent Creative Writing is hij verbonden aan de ArtEZ Hogeschool voor de Kunsten in Arnhem.
Möhlmann was medeoprichter van poëzietijdschrift 'Zanzibar' en de website Literair Nederland. Hij trad op bij Crossing Border, het Poëziecircus, Lowlands en De Nacht van de Poëzie.
Zijn debuutbundel uit 2005, De vloeibare jongen, werd bekroond met de Lucy B. en C.W. van der Hoogtprijs. In 2009 volgde de tweede bundel Kranen open. Gedichten van zijn hand verschenen onder andere in Het liegend konijn, Nymph, Bunker Hill, Tzum en Die Aussenseite des Elementes (tweetalig).

## Werk
- Dankbaar lichaam. Een liefdesverhaal in gedichten (Prometheus, ISBN 978-90-446-4773-0, 2021)
- Ik was een hond (Prometheus, ISBN 978-90-446-3313-9, 2017)
- Waar we wonen (Prometheus, ISBN 978-90-446-2518-9, 2013)
- Haven (Halverwege Chapbooks, 2013)
- Kranen open (Prometheus, ISBN 978-90-446-1419-0, 2009)[7]
- Een draad die alles heel houdt (Uitgeverij 69, 2008)
- De vloeibare jongen (Prometheus, ISBN 90-446-0659-X, 2005)

## Secundaire auteur
- 30+ 30 Zestig gedichten uit binnen- en buitenland, met Joost Baars (Prometheus, ISBN 978-90-446-1166-3, 2008)
- Dit zijn de daden waar ik mens voor was (Prometheus, ISBN 978-90-446-0949-3, 2008)
- Het eerste wonder (Van Gennep, ISBN 978-90-5515-836-2, 2006)

## Bloemlezingen met zijn werk
- Hier lonkt een spiegel
- Vanuit de lucht
- Dit zijn de daden waar ik mens voor was - De mooiste gedichten van Martinus Nijhoff (Prometheus, 2008)
- Poëzie in het Park - Een ode aan de Amsterdamse stadsparken (met Patrick Roubroeks; Nieuw Amsterdam, 2008),
- Het eerste wonder - De geboorte in meer dan 50 gedichten (met Tsead Bruinja; Van Gennep, 2007)
- Van alle markten het meeste thuis – 100 gedichten voor de Albert Cuyp' (met Patrick Roubroeks; Uitgeverij 521 & Xsaga, 2005)
- In de kwal roept de zee – hedendaagse Nederlandse poëzie in Macedonische vertaling (met Bas Belleman; vertaling Suzana Rensburg-Dapcevska; SPE Macedonië, 2004).

- Bibliothèque nationale de France: cb169682008 (data)
- Gemeinsame Normdatei: 173878512
- International Standard Name Identifier: 0000 0003 8174 0264
- Library of Congress Control Number: nb2007011474
- Nederlandse Thesaurus van Auteursnamen: 180333828
- Système universitaire de documentation: 193027496
- Virtual International Authority File: 262778707
- WorldCat: E39PBJpPDvPQM4q888HJgb7rbd